# Rumänien i olympiska sommarspelen 2012
Rumänien deltog i de olympiska sommarspelen 2012 som ägde rum i London i Storbritannien mellan den 27 juli och den 12 augusti 2012.

## Medaljörer
| Medalj | Namn                                                                     | Sport     | Gren                     | Datum          |
| ------ | ------------------------------------------------------------------------ | --------- | ------------------------ | -------------- |
| Guld   | Alin Moldoveanu                                                          | Skytte    | Herrarnas 10 m luftgevär | 30 juli 2012   |
| Guld   | Sandra Izbașa                                                            | Gymnastik | Damernas hopp            | 5 augusti 2012 |
| Silver | Tiberiu Dolniceanu Rareș Dumitrescu Florin Zalomir Alexandru Sirițeanu   | Fäktning  | Sabel, lag               | 3 augusti 2012 |
| Silver | Cătălina Ponor                                                           | Gymnastik | Damernas fristående      | 7 augusti 2012 |
| Silver | Alina Dumitru                                                            | Judo      | Damernas 48 kg           | 28 juli 2012   |
| Silver | Corina Căprioriu                                                         | Judo      | Damernas 57 kg           | 30 juli 2012   |
| Brons  | Diana Bulimar Diana Chelaru Larisa Iordache Sandra Izbașa Cătălina Ponor | Gymnastik | Mångkamp, lag            | 31 juli 2012   |

## Bordtennis
- Huvudartikel: Bordtennis vid olympiska sommarspelen 2012

| Spelare          | Gren       | Inledande omgång     | Runda 1              | Runda 2              | Runda 3              | Runda 4              | Kvartsfinal            | Semifinal            | Final                | Final            |
| Spelare          | Gren       | Motståndare Resultat | Motståndare Resultat | Motståndare Resultat | Motståndare Resultat | Motståndare Resultat | Motståndare Resultat   | Motståndare Resultat | Motståndare Resultat | Placering        |
| ---------------- | ---------- | -------------------- | -------------------- | -------------------- | -------------------- | -------------------- | ---------------------- | -------------------- | -------------------- | ---------------- |
| Adrian Crișan    | Herrsingel | BYE                  | BYE                  | BYE                  | He (ESP) W 4–2       | Boll (GER) W 4–1     | Chuang C-y (TPE) L 0–4 | Gick inte vidare     | Gick inte vidare     | Gick inte vidare |
| Daniela Dodean   | Damsingel  | BYE                  | BYE                  | Bilenko (UKR) W 4–3  | Ding N (CHN) L 0–4   | Gick inte vidare     | Gick inte vidare       | Gick inte vidare     | Gick inte vidare     | Gick inte vidare |
| Elizabeta Samara | Damsingel  | BYE                  | BYE                  | Meshref (EGY) W 4–1  | Tie Y N (HKG) W 4–2  | Li J (NED) L 2–4     | Gick inte vidare       | Gick inte vidare     | Gick inte vidare     | Gick inte vidare |

## Boxning
- Huvudartikel: Boxning vid olympiska sommarspelen 2012

Herrar
| Boxare          | Gren       | Sextondelsfinal      | Åttondelsfinal       | Kvartsfinal          | Semifinal            | Final                | Final            |
| Boxare          | Gren       | Motståndare Resultat | Motståndare Resultat | Motståndare Resultat | Motståndare Resultat | Motståndare Resultat | Placering        |
| --------------- | ---------- | -------------------- | -------------------- | -------------------- | -------------------- | -------------------- | ---------------- |
| Bogdan Juratoni | Mellanvikt | BYE                  | Atoev (UZB) L 10–12  | Gick inte vidare     | Gick inte vidare     | Gick inte vidare     | Gick inte vidare |

Damer
| Boxare          | Gren     | Åttondelsfinal       | Kvartsfinal          | Semifinal            | Final                | Final            |
| Boxare          | Gren     | Motståndare Resultat | Motståndare Resultat | Motståndare Resultat | Motståndare Resultat | Placering        |
| --------------- | -------- | -------------------- | -------------------- | -------------------- | -------------------- | ---------------- |
| Mihaela Lăcătuș | Lättvikt | Dong C (CHN) L 5–10  | Gick inte vidare     | Gick inte vidare     | Gick inte vidare     | Gick inte vidare |

## Brottning
- Huvudartikel: Brottning vid olympiska sommarspelen 2012

Herrar, fristil
| Brottare       | Gren    | Kvalomgång           | Åttondelsfinal       | Kvartsfinal          | Semifinal            | Återkval 1           | Återkval 2           | Final / Brons        | Final / Brons |
| Brottare       | Gren    | Motståndare Resultat | Motståndare Resultat | Motståndare Resultat | Motståndare Resultat | Motståndare Resultat | Motståndare Resultat | Motståndare Resultat | Placering     |
| -------------- | ------- | -------------------- | -------------------- | -------------------- | -------------------- | -------------------- | -------------------- | -------------------- | ------------- |
| Rareș Chintoan | -120 kg | BYE                  | Daulet (KAZ) L 1–3   | Gick inte vidare     | Gick inte vidare     | Gick inte vidare     | Gick inte vidare     | Gick inte vidare     | 10            |

Herrar, grekisk-romersk stil
| Brottare    | Gren   | Kvalomgång           | Åttondelsfinal       | Kvartsfinal          | Semifinal            | Återkval 1           | Återkval 2           | Final / brons        | Final / brons |
| Brottare    | Gren   | Motståndare Resultat | Motståndare Resultat | Motståndare Resultat | Motståndare Resultat | Motståndare Resultat | Motståndare Resultat | Motståndare Resultat | Placering     |
| ----------- | ------ | -------------------- | -------------------- | -------------------- | -------------------- | -------------------- | -------------------- | -------------------- | ------------- |
| Alin Alexuc | -96 kg | Guri (BUL) L 0–3     | Gick inte vidare     | Gick inte vidare     | Gick inte vidare     | Gick inte vidare     | Gick inte vidare     | Gick inte vidare     | 16            |

## Cykling
- Huvudartikel: Cykling vid olympiska sommarspelen 2012

| Cyklist        | Gren                | Tid            | Placering      |
| -------------- | ------------------- | -------------- | -------------- |
| Andrei Nechita | Herrarnas linjelopp | Gick ej vidare | Gick ej vidare |

## Friidrott
- Huvudartikel: Friidrott vid olympiska sommarspelen 2012

Förkortningar

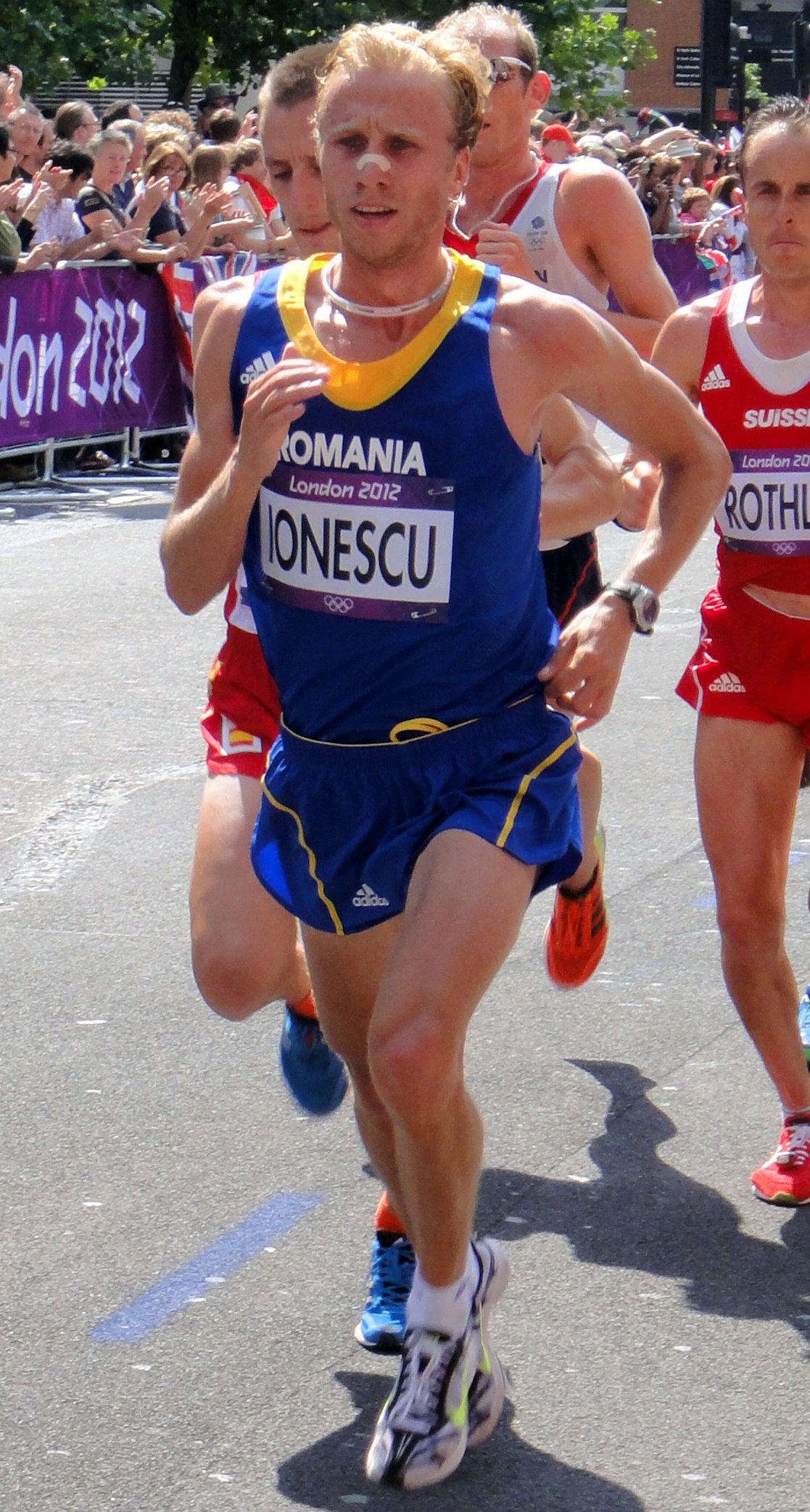
Marius Ionescu i herrarnas maraton.

- Notera – Placeringar gäller endast den tävlandes eget heat
- Q = Kvalificerade sig till nästa omgång via placering
- q = Kvalificerade sig på tid eller, i fältgrenarna, på placering utan att ha nått kvalgränsen
- NR = Nationellt rekord
- N/A = Omgången inte möjlig i grenen
- Bye = Idrottaren behövde inte delta i omgången

Herrar
Bana och väg
| Idrottare       | Gren       | Final    | Final     |
| Idrottare       | Gren       | Resultat | Placering |
| --------------- | ---------- | -------- | --------- |
| Marius Ionescu  | Maraton    | 2:16:28  | 26        |
| Marius Cocioran | 50 km gång | 3:57:52  | 39        |

Damer
Bana och väg
| Idrottare         | Event          | Heat     | Heat      | Kvartsfinal | Kvartsfinal | Semifinal        | Semifinal        | Final            | Final            |
| Idrottare         | Event          | Resultat | Placering | Resultat    | Placering   | Resultat         | Placering        | Resultat         | Placering        |
| ----------------- | -------------- | -------- | --------- | ----------- | ----------- | ---------------- | ---------------- | ---------------- | ---------------- |
| Andreea Ogrăzeanu | 100 m          | BYE      | BYE       | 11.44       | 5           | Gick inte vidare | Gick inte vidare | Gick inte vidare | Gick inte vidare |
| Andreea Ogrăzeanu | 200 m          | 23.46    | 6         | i.u.        | i.u.        | Gick inte vidare | Gick inte vidare | Gick inte vidare | Gick inte vidare |
| Bianca Răzor      | 400 m          | 52.83    | 5         | i.u.        | i.u.        | Gick inte vidare | Gick inte vidare | Gick inte vidare | Gick inte vidare |
| Mirela Lavric     | 800 m          | 2:01.65  | 4 q       | i.u.        | i.u.        | 2:00.46          | 7                | Gick inte vidare | Gick inte vidare |
| Roxana Bârcă      | 5 000 m        | 16:01.04 | 18        | i.u.        | i.u.        | i.u.             | i.u.             | Gick inte vidare | Gick inte vidare |
| Angela Moroșanu   | 400 m häck     | 56.64    | 5         | i.u.        | i.u.        | Gick inte vidare | Gick inte vidare | Gick inte vidare | Gick inte vidare |
| Ancuța Bobocel    | 3 000 m hinder | 9:31.06  | 6         | i.u.        | i.u.        | i.u.             | i.u.             | Gick inte vidare | Gick inte vidare |
| Cristina Casandra | 3 000 m hinder | 9:58.83  | 13        | i.u.        | i.u.        | i.u.             | i.u.             | Gick inte vidare | Gick inte vidare |
| Constantina Diță  | Maraton        | i.u.     | i.u.      | i.u.        | i.u.        | i.u.             | i.u.             | 2:41:34          | 86               |
| Lidia Șimon       | Maraton        | i.u.     | i.u.      | i.u.        | i.u.        | i.u.             | i.u.             | 2:32:46          | 45               |
| Claudia Ștef      | 20 km gång     | i.u.     | i.u.      | i.u.        | i.u.        | i.u.             | i.u.             | 1:33:56          | 38               |

Fältgrenar
| Idrottare      | Gren           | Kval  | Kval      | Final            | Final            |
| Idrottare      | Gren           | Längd | Placering | Längd            | Placering        |
| -------------- | -------------- | ----- | --------- | ---------------- | ---------------- |
| Viorica Țigău  | Längdhopp      | 6.21  | 24        | Gick inte vidare | Gick inte vidare |
| Cristina Bujin | Tresteg        | NM    | —         | Gick inte vidare | Gick inte vidare |
| Esthera Petre  | Höjdhopp       | 1.85  | =20       | Gick inte vidare | Gick inte vidare |
| Nicoleta Grasu | Diskuskastning | 61.86 | 14        | Gick inte vidare | Gick inte vidare |
| Bianca Perie   | Släggkastning  | 68.34 | 22        | Gick inte vidare | Gick inte vidare |

## Fäktning
- Huvudartikel: Fäktning vid olympiska sommarspelen 2012

Herrar
| Idrottare                                                              | Gren                  | Omgång 1             | Omgång 2                 | Omgång 3               | Kvartsfinal         | Semifinal               | Final / BM            | Final / BM       |
| Idrottare                                                              | Gren                  | Motståndare Poäng    | Motståndare Poäng        | Motståndare Poäng      | Motståndare Poäng   | Motståndare Poäng       | Motståndare Poäng     | Placering        |
| ---------------------------------------------------------------------- | --------------------- | -------------------- | ------------------------ | ---------------------- | ------------------- | ----------------------- | --------------------- | ---------------- |
| Radu Dărăban                                                           | Florett, individuellt | Choi (HKG) W 15–12   | Aspromonte (ITA) L 11–15 | Gick inte vidare       | Gick inte vidare    | Gick inte vidare        | Gick inte vidare      | Gick inte vidare |
| Tiberiu Dolniceanu                                                     | Sabel, individuellt   | BYE                  | Homer (USA) L 11–15      | Gick inte vidare       | Gick inte vidare    | Gick inte vidare        | Gick inte vidare      | Gick inte vidare |
| Rareș Dumitrescu                                                       | Sabel, individuellt   | BYE                  | Boiko (UKR) W 15–12      | Buikevitj (BLR) W 15–6 | Homer (USA) W 15–13 | Occhiuzzi (ITA) L 11–15 | Kovalev (RUS) L 10–15 | 4                |
| Florin Zalomir                                                         | Sabel, individuellt   | Abedini (IRI) W 15–7 | Gu B-G (KOR) L 12–15     | Gick inte vidare       | Gick inte vidare    | Gick inte vidare        | Gick inte vidare      | Gick inte vidare |
| Tiberiu Dolniceanu Rareș Dumitrescu Florin Zalomir Alexandru Sirițeanu | Sabel, lag            | i.u.                 | i.u.                     | i.u.                   | Kina W 45–30        | Ryssland W 45–43        | Sydkorea L 26–45      | 2                |

Damer
| Idrottare                                                 | Gren                | Omgång 1          | Omgång 2                | Omgång 3                      | Kvartsfinal              | Semifinal                                | Final / BM                       | Final / BM       |
| Idrottare                                                 | Gren                | Motståndare Poäng | Motståndare Poäng       | Motståndare Poäng             | Motståndare Poäng        | Motståndare Poäng                        | Motståndare Poäng                | Placering        |
| --------------------------------------------------------- | ------------------- | ----------------- | ----------------------- | ----------------------------- | ------------------------ | ---------------------------------------- | -------------------------------- | ---------------- |
| Ana Maria Brânză                                          | Värja, individuellt | BYE               | Hsu J-T (TPE) W 15–8    | Sjemjakina (UKR) L 13–14      | Gick inte vidare         | Gick inte vidare                         | Gick inte vidare                 | Gick inte vidare |
| Simona Gherman                                            | Värja, individuellt | BYE               | Lawrence (GBR) W 15–9   | Flessel-Colovic (FRA) W 15–13 | Sjemjakina (UKR) L 14–15 | Gick inte vidare                         | Gick inte vidare                 | Gick inte vidare |
| Anca Măroiu                                               | Värja, individuellt | BYE               | Kryvytska (UKR) W 15–10 | Sivkova (RUS) W 15–11         | Shin A-L (KOR) L 14–15   | Gick inte vidare                         | Gick inte vidare                 | Gick inte vidare |
| Ana Maria Brânză Simona Gherman Anca Măroiu Loredana Dinu | Värja, lag          | i.u.              | i.u.                    | i.u.                          | Sydkorea L 38–45         | Klassificering semifinal Italien W 45–38 | 5:e plats-final Tyskland L 36–45 | 6                |
| Bianca Pascu                                              | Sabel, individuellt | i.u.              | Zhu M (CHN) L 10–15     | Gick inte vidare              | Gick inte vidare         | Gick inte vidare                         | Gick inte vidare                 | Gick inte vidare |

## Gymnastik
- Huvudartikel: Gymnastik vid olympiska sommarspelen 2012

### Artistisk

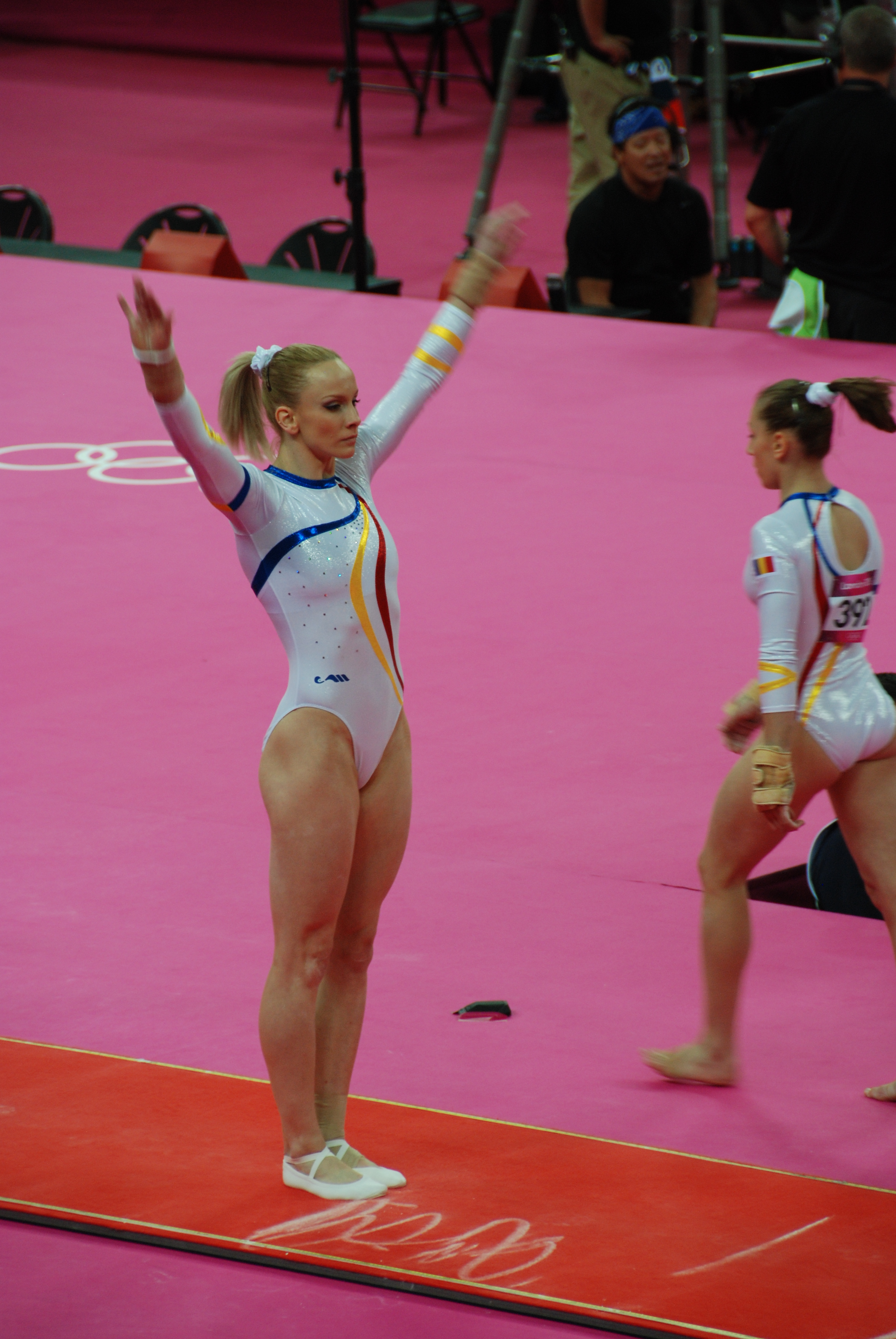
Gymnasten Sandra Izbașa vinner guld i hopp.

Herrar
| Idrottare       | Gren     | Kval     | Kval    | Kval    | Kval     | Kval    | Kval    | Kval    | Kval      | Final            | Final            | Final            | Final            | Final            | Final            | Final            | Final            |
| Idrottare       | Gren     | Redskap  | Redskap | Redskap | Redskap  | Redskap | Redskap | Totalt  | Placering | Redskap          | Redskap          | Redskap          | Redskap          | Redskap          | Redskap          | Totalt           | Placering        |
| Idrottare       | Gren     | F        | PH      | R       | V        | PB      | HB      | Totalt  | Placering | F                | PH               | R                | V                | PB               | HB               | Totalt           | Placering        |
| --------------- | -------- | -------- | ------- | ------- | -------- | ------- | ------- | ------- | --------- | ---------------- | ---------------- | ---------------- | ---------------- | ---------------- | ---------------- | ---------------- | ---------------- |
| Cristian Bățagă | Mångkamp | 14.666   | 12.700  | 14.833  | 15.766   | i.u.    | i.u.    | i.u.    | i.u.      | Gick inte vidare | Gick inte vidare | Gick inte vidare | Gick inte vidare | Gick inte vidare | Gick inte vidare | Gick inte vidare | Gick inte vidare |
| Marius Berbecar | Mångkamp | i.u.     | 12.733  | 14.466  | 15.433   | 15.233  | 13.700  | i.u.    | i.u.      | Gick inte vidare | Gick inte vidare | Gick inte vidare | Gick inte vidare | Gick inte vidare | Gick inte vidare | Gick inte vidare | Gick inte vidare |
| Ovidiu Buidoso  | Mångkamp | 14.366   | 13.766  | i.u.    | i.u.     | 14.733  | 14.066  | i.u.    | i.u.      | Gick inte vidare | Gick inte vidare | Gick inte vidare | Gick inte vidare | Gick inte vidare | Gick inte vidare | Gick inte vidare | Gick inte vidare |
| Vlad Cotuna     | Mångkamp | 15.016   | i.u.    | 14.400  | 15.500   | 14.866  | 13.491  | i.u.    | i.u.      | Gick inte vidare | Gick inte vidare | Gick inte vidare | Gick inte vidare | Gick inte vidare | Gick inte vidare | Gick inte vidare | Gick inte vidare |
| Flavius Koczi   | Mångkamp | 15.666 Q | 13.400  | 14.600  | 16.066 Q | 13.500  | 12.633  | 85.865  | 25 Q      | Gick inte vidare | Gick inte vidare | Gick inte vidare | Gick inte vidare | Gick inte vidare | Gick inte vidare | Gick inte vidare | Gick inte vidare |
| Totalt          | Mångkamp | 45.348   | 39.899  | 43.899  | 47.332   | 44.832  | 41.257  | 262.567 | 10        | Gick inte vidare | Gick inte vidare | Gick inte vidare | Gick inte vidare | Gick inte vidare | Gick inte vidare | Gick inte vidare | Gick inte vidare |

Individuella finaler
| Gymnast       | Gren       | Redskap       | Redskap       | Redskap       | Redskap       | Redskap       | Redskap       | Totalt        | Placering     |
| Gymnast       | Gren       | F             | PH            | R             | V             | PB            | HB            | Totalt        | Placering     |
| ------------- | ---------- | ------------- | ------------- | ------------- | ------------- | ------------- | ------------- | ------------- | ------------- |
| Flavius Koczi | Mångkamp   | Startade inte | Startade inte | Startade inte | Startade inte | Startade inte | Startade inte | Startade inte | Startade inte |
| Flavius Koczi | Fristående | 15.100        | i.u.          | i.u.          | i.u.          | i.u.          | i.u.          | 15.100        | 7             |
| Flavius Koczi | Hopp       | i.u.          | i.u.          | i.u.          | 15.633        | i.u.          | i.u.          | 15.633        | 7             |

Damer
Lag
| Idrottare       | Gren          | Kval     | Kval     | Kval    | Kval     | Kval    | Kval      | Final   | Final   | Final   | Final   | Final   | Final     |
| Idrottare       | Gren          | Redskap  | Redskap  | Redskap | Redskap  | Totalt  | Placering | Redskap | Redskap | Redskap | Redskap | Totalt  | Placering |
| Idrottare       | Gren          | F        | V        | UB      | BB       | Totalt  | Placering | F       | V       | UB      | BB      | Totalt  | Placering |
| --------------- | ------------- | -------- | -------- | ------- | -------- | ------- | --------- | ------- | ------- | ------- | ------- | ------- | --------- |
| Diana Bulimar   | Mångkamp, lag | i.u.     | i.u.     | 14.000  | 14.866 Q | i.u.    | i.u.      | i.u.    | 14.066  | 14.533  | 14.700  | i.u.    | i.u.      |
| Diana Chelaru   | Mångkamp, lag | 14.333   | 14.666   | 13.733  | i.u.     | i.u.    | i.u.      | i.u.    | 13.633  | i.u.    | i.u.    | i.u.    | i.u.      |
| Larisa Iordache | Mångkamp, lag | 13.800   | 15.100   | 14.100  | 14.800   | 57.800  | 9 Q       | 15.100  | i.u.    | i.u.    | 15.200  | i.u.    | i.u.      |
| Sandra Izbașa   | Mångkamp, lag | 15.066 Q | 15.500 Q | 12.366  | 14.600   | 57.532  | 11 Q      | 14.800  | 13.766  | 15.300  | i.u.    | i.u.    | i.u.      |
| Cătălina Ponor  | Mångkamp, lag | 14.600 Q | 15.133   | i.u.    | 15.033 Q | i.u.    | i.u.      | 15.100  | i.u.    | 15.416  | 14.800  | i.u.    | i.u.      |
| Totalt          | Mångkamp, lag | 43.999   | 45.733   | 41.833  | 44.699   | 176.264 | 4 Q       | 45.000  | 41.464  | 45.249  | 44.700  | 176.414 | 3         |

Individuella finaler
| Gymnast         | Gren       | Redskap | Redskap | Redskap | Redskap | Totalt | Placering |
| Gymnast         | Gren       | F       | V       | UB      | BB      | Totalt | Placering |
| --------------- | ---------- | ------- | ------- | ------- | ------- | ------ | --------- |
| Larisa Iordache | Mångkamp   | 13.833  | 14.933  | 14.233  | 14.966  | 57.965 | 9         |
| Larisa Iordache | Bom        | i.u.    | i.u.    | i.u.    | 14.200  | 14.200 | 6         |
| Sandra Izbașa   | Mångkamp   | 15.200  | 15.333  | 13.900  | 14.400  | 58.833 | 5         |
| Sandra Izbașa   | Fristående | 13.333  | i.u.    | i.u.    | i.u.    | 13.333 | 8         |
| Sandra Izbașa   | Hopp       | i.u.    | 15.191  | i.u.    | i.u.    | 15.191 | 1         |
| Cătălina Ponor  | Fristående | 15.200  | i.u.    | i.u.    | i.u.    | 15.200 | 2         |
| Cătălina Ponor  | Bom        | i.u.    | i.u.    | i.u.    | 15.066  | 15.066 | 4         |

## Judo
Herrar
| Idrottare         | Gren                    | 32-delsfinal         | Sextondelsfinal                | Åttondelsfinal           | Kvartsfinal          | Semifinal            | Återkval             | Bronsmatch           | Final                | Final            |
| Idrottare         | Gren                    | Motståndare Resultat | Motståndare Resultat           | Motståndare Resultat     | Motståndare Resultat | Motståndare Resultat | Motståndare Resultat | Motståndare Resultat | Motståndare Resultat | Placering        |
| ----------------- | ----------------------- | -------------------- | ------------------------------ | ------------------------ | -------------------- | -------------------- | -------------------- | -------------------- | -------------------- | ---------------- |
| Dan Fâșie         | Halv lättvikt (-66 kg)  | BYE                  | Larose (FRA) L 0000–0100       | Gick inte vidare         | Gick inte vidare     | Gick inte vidare     | Gick inte vidare     | Gick inte vidare     | Gick inte vidare     | Gick inte vidare |
| Daniel Brata      | Halv tungvikt (-100 kg) | i.u.                 | Zhorzholiani (GEO) L 0013–0102 | Gick inte vidare         | Gick inte vidare     | Gick inte vidare     | Gick inte vidare     | Gick inte vidare     | Gick inte vidare     | Gick inte vidare |
| Vlăduț Simionescu | Tungvikt (+100 kg)      | i.u.                 | Krakovetskii (KGZ) W 1001–0001 | Tölzer (GER) L 1000–0000 | Gick inte vidare     | Gick inte vidare     | Gick inte vidare     | Gick inte vidare     | Gick inte vidare     | Gick inte vidare |

Damer
| Idrottare        | Gren                    | Sextondelsfinal          | Åttondelsfinal           | Kvartsfinal                   | Semifinal                | Återkval             | Bronsmatch           | Final                       | Final            |
| Idrottare        | Gren                    | Motståndare Resultat     | Motståndare Resultat     | Motståndare Resultat          | Motståndare Resultat     | Motståndare Resultat | Motståndare Resultat | Motståndare Resultat        | Placering        |
| ---------------- | ----------------------- | ------------------------ | ------------------------ | ----------------------------- | ------------------------ | -------------------- | -------------------- | --------------------------- | ---------------- |
| Alina Dumitru    | Extra lättvikt (-48 kg) | i.u.                     | Mestre (CUB) W 1000–0000 | Munkhbat (MGL) W 0011–0001    | Fukumi (JPN) W 0102–0011 | BYE                  | BYE                  | Menezes (BRA) L 0000–0011   | 2                |
| Andreea Chițu    | Halv lättvikt (-52 kg)  | Haddad (ALG) W 0100–0000 | Heylen (BEL) L 0000–0010 | Gick inte vidare              | Gick inte vidare         | Gick inte vidare     | Gick inte vidare     | Gick inte vidare            | Gick inte vidare |
| Corina Căprioriu | Lättvikt (-57 kg)       | Wang (CHN) W 0102–0000   | Raguib (DJI) W 0100–0000 | Karakas (HUN) W 0000–0000 YUS | Malloy (USA) W 0100–0000 | BYE                  | BYE                  | Matsumoto (JPN) L 0000–0100 | 2                |

## Kanotsport
Sprint
| Kanotist                                               | Gren                | Heat     | Heat      | Semifinal | Semifinal | Final    | Final     |
| Kanotist                                               | Gren                | Tid      | Placering | Tid       | Placering | Tid      | Placering |
| ------------------------------------------------------ | ------------------- | -------- | --------- | --------- | --------- | -------- | --------- |
| Irina Lauric Iuliana Paleu                             | Damernas K2 500 m   | 1:46.001 | 3 Q       | 1:49.216  | 8 FB      | 1:52.468 | 16        |
| Iosif Chirilă                                          | Herrarnas C1 1000 m | 4:05.863 | 1 Q       | 4:07.794  | 6 FB      | 3:59.730 | 11        |
| Alexandru Dumitrescu Victor Mihalachi                  | Herrarnas C2 1000 m | 3:43.787 | 4 Q       | 3:36.551  | 3 FA      | 3:43.005 | 7         |
| Bogdan Mada Ionuț Mitrea                               | Herrarnas K2 200 m  | 33.978   | 5 Q       | 34.253    | 5 FB      | 46.495   | 13        |
| Ionel Gavrilă Toni Ioneticu Traian Neagu Ștefan Vasile | Herrarnas K4 1000 m | 3:12.371 | 4 Q       | 2:55.027  | 5 FA      | 2:58.223 | 8         |

## Rodd
Herrar
| Idrottare                                                                   | Gren              | Heat    | Heat      | Återkval | Återkval  | Semifinal | Semifinal | Final   | Final     | Final |
| Idrottare                                                                   | Gren              | Tid     | Placering | Tid      | Placering | Tid       | Placering | Tid     | Placering |       |
| --------------------------------------------------------------------------- | ----------------- | ------- | --------- | -------- | --------- | --------- | --------- | ------- | --------- | ----- |
| Marius Vasile Cozmiuc Florin Curuea Alexandru Palamariu Cristi Ilie Pîrghie | Fyra utan styrman | 5:52,87 | 2 SA/B    | BYE      | BYE       | 6:12,74   | 12 FB     | 6:16,20 | 12        |       |

Damer
| Idrottare | Gren              | Heat    | Heat      | Återkval | Återkval  | Final   | Final     | Final |
| Idrottare | Gren              | Tid     | Placering | Tid      | Placering | Tid     | Placering |       |
| --- | ----------------- | ------- | --------- | -------- | --------- | ------- | --------- | ----- |
| Georgeta Andrunache Viorica Susanu | Tvåa utan styrman | 7:05,39 | 3 R       | 7:08,42  | 1 FA      | 7:37,67 | 5         |       |
| Nicoleta Albu Enikő Barabás Roxana Cogianu Adelina Cojocariu Irina Dorneanu Talida Gidoiu Cristina Grigoraș Camelia Lupascu Ioana Rotaru | Åtta med styrman  | 6:16,61 | 2 R       | 6:16,16  | 2 FA      | 6:17,64 | 4         |       |

## Tennis
| Spelare                     | Gren       | Omgång 1                       | Omgång 2                                 | Åttondelsfinaler                         | Kvartsfinaler     | Semifinaler       | Final / BM        | Final / BM       |                  |
| Spelare                     | Gren       | Motståndare Poäng              | Motståndare Poäng                        | Motståndare Poäng                        | Motståndare Poäng | Motståndare Poäng | Motståndare Poäng | Placering        |                  |
| --------------------------- | ---------- | ------------------------------ | ---------------------------------------- | ---------------------------------------- | ----------------- | ----------------- | ----------------- | ---------------- | ---------------- |
| Adrian Ungur                | Herrsingel | Müller (LUX) L 3–6, 3–6        | Gick inte vidare                         | Gick inte vidare                         | Gick inte vidare  | Gick inte vidare  | Gick inte vidare  | Gick inte vidare |                  |
| Horia Tecău Adrian Ungur    | Herrsingel | Herrdubbel                     | i.u.                                     | Nestor / Pospisil (CAN) L 3–6, 6–7(9–11) | Gick inte vidare  | Gick inte vidare  | Gick inte vidare  | Gick inte vidare | Gick inte vidare |
| Irina-Camelia Begu          | Damsingel  | Azarenka (BLR) L 1–6, 6–3, 1–6 | Gick inte vidare                         | Gick inte vidare                         | Gick inte vidare  | Gick inte vidare  | Gick inte vidare  | Gick inte vidare |                  |
| Sorana Cîrstea              | Damsingel  | Pennetta (ITA) L 2–6, 6–4, 2–6 | Gick inte vidare                         | Gick inte vidare                         | Gick inte vidare  | Gick inte vidare  | Gick inte vidare  | Gick inte vidare |                  |
| Simona Halep                | Damsingel  | Sjvedova (KAZ) L 4–6, 2–6      | Gick inte vidare                         | Gick inte vidare                         | Gick inte vidare  | Gick inte vidare  | Gick inte vidare  | Gick inte vidare |                  |
| Sorana Cîrstea Simona Halep | Damdubbel  | i.u.                           | S Williams / V Williams (USA) L 3–6, 2–6 | Gick inte vidare                         | Gick inte vidare  | Gick inte vidare  | Gick inte vidare  | Gick inte vidare |                  |